# 水戸黄門 (第29-30部)
本項では、TBSのナショナル劇場（後にパナソニック ドラマシアター→月曜ミステリーシアター）において放送された日本の時代劇『水戸黄門』（みとこうもん）のうち、石坂浩二が主演した2001年放送の第29部および2002年放送の第30部について記述する。

## 各部の概要
放送日はTBSおよび同時ネット局を基準とし、レギュラー・準レギュラーの経験があるゲストは太字で表記する。

### 第29部
『水戸黄門 第29部』（みとこうもん だい29ぶ）は2001年4月2日から2001年9月17日までTBSで放送されたナショナル劇場のドラマ。製作はC.A.L。全25話（通算935回）。

#### ストーリー
水戸藩主・徳川光圀（石坂浩二）は対立関係にあった将軍綱吉（堤大二郎）から中納言を拝命し、水戸で隠居生活を余儀なくされる。そんな光圀の元に謎の刺客たちが立ちはだかる。果たしてそれは綱吉の陰謀なのか?それとも?やがて光圀は「大日本史」の編集のための史料を集めるため、諸国漫遊の旅に出る。

#### キャスト

##### レギュラー
- 水戸光圀：石坂浩二
- 佐々木助三郎：岸本祐二
- 渥美格之進：山田純大
- 疾風のお娟：由美かおる
- せん：清水あすか
- みつ：児玉百合香
- ひで：尾上彩
- 素破の次郎坊：コロッケ
- おるい：加賀まりこ

##### 準レギュラー
- 徳川綱吉：堤大二郎（第1話、第4話、第6話、第19話、第25話）
- 柳沢吉保：橋爪淳（第1話、第2話、第4話、第6話、第19話、第25話）
- 藤井紋太夫：大出俊（第1話、第6話、第25話）
- 望月庄左衛門：沼田爆（第1話、第3話、第6話、第25話）
- 徳川綱豊：花柳錦之輔（第1話、第5話、第25話）
- 徳川綱條：島英臣（第1話、第2話、第25話）
- 井上玄桐：山本學（第1話、第4話、第6話、第25話）
- 鍋島元武：長門裕之（第1話、第4話、第6話）
- 徳川光友：橋幸夫（第1話、第25話）
- 徳川光貞：舟木一夫（第1話）
- 松平頼常：西郷輝彦（第1話、第25話）
- 名張の耳：勝亦正（第2話、第6話）
- 松尾芭蕉：佐川満男（第5話、第19話）

#### スタッフ
- 製作総指揮：松下正治
- 製作：加地隆雄
- 企画：中尾幸男（チーフプロデューサー）
- 脚本監修：宮川一郎
- 脚本：宮川一郎、岡本さとる、藤井邦夫、櫻井康裕、鹿水晶子、横山一真、田上雄
- 音楽：木下忠司
- タイトルバック：市川崑
- 特技：宍戸大全
- 監督：矢田清巳、井上泰治、金鐘守
- プロデューサー：樋口祐三
- プロデューサー：山田勝、藤田知久
- 撮影：都築雅人、長谷川光德、小林善和
- 照明：畑下隆憲、武邦男
- 録音：木村均、田辺義教
- 美術：辻野大、三浦鐐二
- 記録：西村直美、内藤幸子、中田英子、小川加津子
- 助監督：佐藤晴夫、和田圭一、梅原重行
- VE：作村龍二、山本辰也
- 編集：河合和子
- ビデオ編集：鍛冶川一夫
- 技術協力：IMAGICAウェスト
- 整音：神戸孝憲
- 邦楽監修：中本哲
- 擬斗：菅原俊夫、清家三彦、上野隆三（東映剣会）
- 衣装：植田光三
- 装置：森俊昭
- 装飾：長谷川優市呂、西川由紀夫、籠尾和人、極並浩史
- 小道具：高津商会
- 美粧・結髪：東和美粧
- かつら：山崎かつら
- スチール：荒川大介
- 協力：京都・大覚寺
- 番組宣伝：河野裕之
- 演技事務：山下義明、西村尚三
- 進行：土生川明弘、松田渡
- 騎馬：岸本乗馬センター
- 特殊メイク：江川悦子、寺田まゆみ
- 制作補：長﨑洋二郎、八島賢
- 制作主任：進藤盛延、森井敦、土生川明弘、松田渡
- 制作協力：オフィス・ヘンミ
- 文芸担当：皿田明
- 題字：朝比奈宗源
- ナレーター：鈴木史朗
- 制作協力：東映太秦映像
- 製作：C.A.L

#### 主題歌
オープニングテーマ
あゝ人生に涙あり
作詞 - 山上路夫 / 作曲 - 木下忠司 / 唄 - G3K(御三家)

#### 行程
| 話数   | 放送日        | サブタイトル                             | 地名       | 脚本       | 監督     | ゲスト | 備考             |
| ------ | ------------- | ---------------------------------------- | ---------- | ---------- | -------- | --- | ---------------- |
| 第1話  | 2001年 4月2日 | 将軍が最も恐れた男 （2時間スペシャル）   | 江戸       | 宮川一郎   | 矢田清巳 | おくみ：渡辺梓 瓜生忠蔵：鷲生功 隆光：原口剛 小谷の方：あらいすみれ 土屋左京：岩尾正隆 おきん：町野あかり 吉田次兵衛：青井敏之 堀田筑前守正俊：久賀大雅 稲葉石見守正休：藤沢徹夫 浪人：山口幸晴 大久保加賀守忠朝：？ 阿部豊後守正武：？ ：川上真人 ：安多和久 ：新井志明 ：山本辰彦 戸田山城守忠昌：山根誠示 旗本：西村龍弥 ：松本英之 ：吉岡博也 水戸藩家臣：岡田和範 茶坊主：藤枝政巳 茶坊主：杉山幸晴 茶坊主：窪田弘和 ：おくのまさかず ：麻倉大暉 ：西咲光塁 ：青木哲也 ：宮本浩光 綱豊の用人：西園寺章雄 ：小野真也      | 協力：水府明徳会 |
| 第2話  | 4月9日        | 藩を揺がす贈り物                         | 水戸       | 岡本さとる | 井上泰治 | 弥作：頭師佳孝 青山主殿：河原崎次郎 仙次：赤塚真人 やえ：大方斐紗子 矢野大三：大村波彦 大野：峰蘭太郎 与平：杉本善明 目付衆：大矢敬典 忍び：木下通博 目付衆：石井洋充 忍び：河本タダオ 忍び：空田浩志 |                  |
| 第3話  | 4月16日       | 光圀を狙え!                              | 潮来       | 藤井邦夫   | 井上泰治 | 松波勘一郎：石橋保 お美代：有沢妃呂子 梶原清兵衛：中野誠也 速水兵庫：木村栄 鎌田八郎：石田登星 桜庭伊八：入江毅 柳角造：武井三二 郷士：高橋弘志 佐竹党：はりた照久 佐竹党：上野秀年 検地の役人：窪田弘和 検地の役人：白井滋郎 忍び：浜田悟 忍び：川鶴晃裕 佐竹党：夏山剛一 佐竹党：辻本一樹 佐竹党：高島和男 忍び：壬生新太郎 |                  |
| 第4話  | 4月23日       | 珍客駆け込む西山荘                       | 太田       | 櫻井康裕   | 金鐘守   | エンゲルベルト・ケンペル：ケント・ギルバート おはる：島崎路子 下川文蔵：伊藤昌一 忍び：甲斐道夫 幕閣：楠年明 オランダ商館員：アンソニー･カラバイン |                  |
| 第5話  | 4月30日       | 波瀾万丈の旅立ち                         | 甲府       | 宮川一郎   | 金鐘守   | 島田雄之助：花柳錦之助 お袖：八木小織 羽佐間正次郎：荒木しげる おはる：島崎路子 伊八：芦屋雁平 八右衛門：芝本正 お袖の父：水上保広 仲居：春藤真澄 宿の番頭：浅田祐二 |                  |
| 第6話  | 5月7日        | 危機一髪! 影武者大作戦                   | 高崎       | 岡本さとる | 金鐘守   | 安藤重博：江藤潤 東皐心越禅師：山田吾一 斎藤兵衛：滝田裕介 国井左近：篠塚勝 音羽の六郎：森山陽介 由井輝之助：木谷邦臣 矢崎正二郎：西山清孝 追い剝ぎ：岡田和範 追い剝ぎ：池田謙治 追い剝ぎ：本山力 |                  |
| 第7話  | 5月14日       | 笛の音哀しき上意討ち                     | 伊勢       | 岡本さとる | 井上泰治 | 弥兵衛（河合弥五郎）：高橋長英 河合志乃：佐藤友紀 片岡源次郎：赤羽秀之 荒牧彦九郎：井上高志 中田新八：竜川剛 細井大炊助：五王四郎 瀨川主水：野口貴史 仁介：平岡秀幸 お岸：ひろみどり 玉木屋の女将：星野美恵子 浪人：矢部義章 浪人：小谷浩三 |                  |
| 第8話  | 5月21日       | 友よ、立ち上がれ!                        | 奈良       | 藤井邦夫   | 井上泰治 | 永井兵四郎：田中実 あかね：鳥居かほり 才蔵：柄沢次郎 加納主膳：須藤正裕 村上源八郎：四方堂亘 牧田総十郎：中田浩二 今村信之助：小坂和之 柴原伝兵衛：北見唯一 茶店の親爺：有島淳平 茶店の女将：山村嵯都子 ：細川純一 ：山田永二 ：中村侑矢（子役） ：清水美紗（子役） |                  |
| 第9話  | 5月28日       | 老公の運命を握った女                     | 熊野       | 藤井邦夫   | 金鐘守   | 岩城兵庫：藤堂新二 仙三：由地慶伍 水野重上：大竹修造 源八：大城英司 速水蔵人：坂田雅彦 甚助：笹木俊志 三郎：ボブ鈴木 みどり（子供時代のおみち）：内泉朱賀（子役） おみち：小松千春 |                  |
| 第10話 | 6月4日        | 石屋は頑固で石頭                         | 湊川       | 岡本さとる | 井上泰治 | 伝兵衛：石田太郎 太吉：若林久弥 おふみ：深山凛 吉右衛門：松熊信儀 神田幸三郎 : 伊藤敏八 有次：井之上チャル 伝兵衛の弟子：柳川昌和 居酒屋の親爺：波多野博 居酒屋の客：大矢敬典 人足：河本タダオ 居酒屋の客：國本鐘建 問屋場の手代：岩須透 子供時代の太吉：下弥秀平（子役） 子供時代のおふみ：岡本伊代（子役） |                  |
| 第11話 | 6月11日       | 木綿畑に正義の矢                         | 出雲・松江 | 藤井邦夫   | 井上泰治 | おまき：岩崎良美 小田源吾：佐伯太輔 岸崎左久次：有川博 黒沼勘兵衛：亀石征一郎 久美：南明子 服部軍十郎：西田聖志郎 鉄五郎：滝譲二 柴山市蔵：石倉英彦 仙造：田井克幸 おたま：安田美香（子役） 岸崎の配下：司裕介 浪人：浜田隆広 |                  |
| 第12話 | 6月18日       | 父を呼ぶ子の鯖街道                       | 小浜       | 宮川一郎   | 矢田清巳 | 吉兵衛：樋浦勉 疾風の弥兵衛：石沢徹 木村幸右衛門：山形恵介 佐兵衛：杜澤泰文 旅篭の主人：芦屋小雁 弥惣七：森章二 おたき：駒崎香織 定八：井上茂 網元：松原健司 平七：大迫英喜 安：河田洋志 嘉六：稲田龍雄 背持：空田浩志 背持：岩井太郎 背持：川上真人 旅籠の仲居：西真由美 お娟の幼少期：小国友紀美（子役） 漁師：木下通博 漁師：江原政一 三方屋清左衛門：米倉斉加年 |                  |
| 第13話 | 6月25日       | 少年よ大志を抱け!                        | 大聖寺     | 鹿水晶子   | 矢田清巳 | 田村権左衛門：高津住男 茂平次：佐野圭亮 横山左内：黒部進 多賀屋喜兵衛：江藤漢 又平：清郷流号 与一：田宮拓（子役） 秀丸：富平和馬（子役） 大阪屋：有川正治 島田：徳田興人 秀丸の取巻：杉田林太郎（子役） 秀丸の取巻：山下駿（子役） 秀丸の取巻：西村郁弥（子役） 職人：谷口公昭 はる：三原じゅん子 |                  |
| 第14話 | 7月2日        | 鬼オヤジの目に涙                         | 井波       | 岡本さとる | 金鐘守   | お栄：濱田万葉 文吉：ひかる一平 信二郎：若山騎一郎 沖十次郎：立川三貴 扇屋幸助：二瓶鮫一 前田綱紀：下塚誠 繁三：剛州 広造：三宅弘城 今石代官・福島：五十嵐義弘 前田家家臣：細川純一 前田家家臣：木村康志 旅籠つるやの主人：結城市朗 黒川堂主人：有島淳平 久兵衛：竜雷太 |                  |
| 第15話 | 7月9日        | 非道巡察使に喝ッ!                        | 高山       | 宮川一郎   | 金鐘守   | おいと：古柴香織 坂上静之進：永野典勝 小島兵左衛門：梅野泰靖 米倉平十郎（岸川順之助）：野崎海太郎 高田郡兵衛：草川祐馬 柳井清十郎：若松俊秀 岩田正之：橋本和人 伊平次：伊庭剛 宇助：石川栄二 作市：山口幸晴 梟：林健太郎 藩士：白井滋郎 藩士：石井洋充 藩士：北村明男 商人：蔵多哲雄 藩士：林哲夫 次郎坊の子分：浅田祐二 町人：新井志明 仲居：上田こずえ 芸者：山本晶子 |                  |
| 第16話 | 7月16日       | 葵の御紋の名推理                         | 松本       | 藤井邦夫   | 井上泰治 | 丑松：前田吟 大野監物：西沢利明 松宮志乃：日下由美 北村道伯：津村鷹志 朝倉左馬之介：内田勝正 松宮小五郎：木下浩之 松宮太郎：平井亮裕 村上伊織：峰蘭太郎 使いの老婆：宮田圭子 役人：矢部義章 歩荷：平井靖 大野の奥方：島村晶子 朝倉の用人：福本清三 朝倉の配下：宮本浩光 歩荷：夏山剛一 半次：舞の海秀平 |                  |
| 第17話 | 7月23日       | 酒と涙と隠居と女将                       | 高遠       | 櫻井康裕   | 井上泰治 | 小田慶一郎：中山仁 おふじ：土田早苗 崎山徳三郎：冷泉公裕 留吉：伊崎充則 小田理江：牛尾田恭代 小田恭太郎：武井三ニ 杉村まさ：志乃原良子 目明し：下元年世 小間物屋：太田雅之 町方役人：久賀大雅 千野屋：平井力 採掘場の見張：笹木俊志 女将：宮永淳子 ふじやの女中：赤木岐江 少年：山崎大聖（子役） 少年：大橋伸太郎（子役） 杉村藤左衛門：秋野太作 |                  |
| 第18話 | 7月30日       | 渡る世間に鬼はなし                       | 善光寺     | 櫻井康裕   | 矢田清巳 | おきち：森下涼子 玉助：三夏紳 太郎吉：栗原卓也（子役） 河野留四郎：野仲功 お八重：田京恵 清吉：角田英介 老女将：河東けい 宿の主人：平岡秀幸 宿の客：三谷昌登 おきちの母：中谷由香 借金取り：山本弘 借金取り：結城市朗 造り酒屋の女将：岡田千代 おきちの妹：内泉朱賀（子役） 河野を追ってきた武士：木谷邦臣 河野を追ってきた武士：青井敏之 赤ん坊：上田友貴（赤ん坊） 宿旅の男：苅谷俊行 旅の女：井上紀子 仙八：萩原流行 |                  |
| 第19話 | 8月6日        | 謎の俳諧師を追え!                        | 高田       | 宮川一郎   | 矢田清巳 | おふじ：麻乃佳世 安田和之進：田中隆三 曽良：石田信之 稲葉丹後守：中村孝雄 細川春庵：小笠原良知 酒井文造：草見潤平 お作：松村康世 辰蔵：多賀勝一 西岡安蔵：大迫英喜 北原：河本タダオ 真田：安多億富 水谷：吉岡博也 吉川：上田秀和 |                  |
| 第20話 | 8月13日       | 岸壁に祈る母                             | 柏崎       | 横山一真   | 金鐘守   | お常：宇津宮雅代 清次（喜平）：草野康太 米蔵：園田裕久 五郎八：深江章喜 白崎兵衛：伊藤高 大黒屋玄兵衛：出光元 六助：菅原加織 おかね：飯島順子 おみね：新村あゆみ 柳之吉：入江毅 平助：野土晴之 大工の親方：梶本潔 佐渡の商人：大橋壮多 お常の亭主：南条好輝 おとき：桂川夢女 幼少期の喜平：中村侑矢（子役） 陣屋役人：森山陽介 五郎八の子分：高橋弘志 茶店の親爺：水貴俊 おまつ：山本容子 親方の女将：上田こずえ |                  |
| 第21話 | 8月20日       | 許せ! 妻よ、友よ                         | 新潟       | 鹿水晶子   | 金鐘守   | 岩蔵：沢竜二 木田屋九右衛門：草薙幸二郎 静：北原佐和子 角兵衛獅子の少年：小国和樹（子役） 角兵衛獅子の少女：小国友紀美（子役） 角兵衛獅子の少女：長吉悠希（子役） 岩蔵の子分：山下慎司 岩蔵の子分：重伸幸 川上良順：山口崇 |                  |
| 第22話 | 8月27日       | 天狗面が悪を斬る!                        | 新発田     | 田上雄     | 井上泰治 | 中山安兵衛：伊東貴明 長井弥五左衛門：磯部勉 おきん：友里千賀子 溝口内膳：原田清人 外山嘉兵衛：小沢象 黒門屋甚五郎：でんでん 外山新太郎：辻輝猛 松三：広瀬義宣 権八：滝譲二 供頭：北見唯一 黒門屋の子分：池田謙治 医師：稲田龍雄 |                  |
| 第23話 | 9月3日        | 祝言に飛び込んだ男                       | 会津       | 櫻井康裕   | 井上泰治 | おまき：鮎ゆうき 葛西準一郎：太川陽介 会津屋正兵衛：宗方勝巳 兼坂左京：青山良彦 萱野三郎兵衛：小林勝彦 大口屋：中村方隆 兼坂主計：石井英明 萱野の用人：木谷邦臣 会津屋番頭：佐藤浩 旅人：亀井賢二 人足：小谷浩三 町娘：田辺ひとみ 町娘：渋谷めぐみ 役人：松井克之 主計の取巻：高島和男 旅籠の女中：島田佳子 |                  |
| 第24話 | 9月10日       | 天晴れ! 若殿の改革                       | 白河       | 岡本さとる | 金鐘守   | お花：小西美帆 松平直矩：阪本浩之 早瀬武太夫：中原丈雄 尾上：磯村みどり 大槻源太夫：真名古敬二 北沢弥五郎：石倉英彦 小松屋利兵衛：柳川清 料亭・夕霧の女将：湖条千秋 夕霧の中居：都築俊 指南役：白井滋郎 松平家家中：中川峰男 松平家家中：林哲夫 小姓：麻倉大暉 種田勘五郎：若林豪 |                  |
| 第25話 | 9月17日       | 陰謀と裏切りの果てに （2時間スペシャル） | 江戸・水戸 | 宮川一郎   | 矢田清巳 | 本阿彌仁兵衛：中島誠之助 おきぬ：堀江奈々 薮田五郎左衛門：近藤洋介 仙蔵：鼓太郎 伊三次：草薙良一 おしん：藤田佳子 およう：愛川裕子 お藤：福家美峰 高松藩江戸家老：平野稔 飯塚染子：西田有希 柳沢の家臣：草野勇 水戸藩士：長尾豪二郎 頼常の家臣：福中勢至郎 与兵衛：結城市朗 阿部豊後守：有島淳平 藤井浪：内泉朱賀 中山遠江守：玉生司朗 下屋敷の老女：伊吹友木子 茶坊主：窪田弘和 高松藩留守居役：新井志明 薮田の供：福本清三 幕閣：松本英之 幕閣：川上真人 柳沢吉里：平井優也 吉保の正室：星野美恵子 吉里付の腰元：渋谷めぐみ | 藤井紋太夫が死去 |

#### 解説
- 光圀役は前任者が3人とも脇役一筋の俳優から抜擢されており、数多くの映画やドラマ主演経験を持ち1970年代には人気タレント調査1位の常連でもあった石坂の起用は大きな方向転換となった。もっともこの時期の石坂は脇に回ることが多く、連続ドラマの主演はこれが19年ぶりである。
- 石坂は第29部開始時点で59歳9ヶ月であり、後年のBS-TBS版も含めた歴代の光圀役6名で最年少かつ唯一となる50代での大役であった[1][2]。
- 第29部は後述のとおり水戸光圀の隠居から話がスタートしており、前作の第28部までとはアナザーストーリーとなっていた。ただし、この後の里見黄門時代になってからは両者の区別がなくなっている。
- 石坂の「史実に基づいた光圀を演じたい」との意向によりトレードマークの白ひげがなくなったが、視聴者の間でも「違和感がある」として論争が起こり、第29部最終話（第25話）の終盤シーンからひげをつけるようになった。この点については「エピソード」的な一面もある。
- 光圀の旅衣装がこれまでの黄色と紫色ではなく地味な色合いになった。
- 堅物が格之進から助三郎になった。助三郎はやや攻撃的な性格になったが、それをカバーする冷静さは健在であった。
- 一方で格之進は元々の助三郎の女好きな面だけでなく「足軽上がりの新参者」「未熟者なので時折ミスをやらかす」という設定がなされ、特に助三郎とは明確な上下関係がある（この上下関係設定は第31部まで続く）。そのため格之進は助三郎に対しては基本敬語。助三郎も当初は「格さん」とは呼ばず「格之進」呼びが殆どで、上記の攻撃的な性格はもっぱら格之進に対して向けられている。）[3]
- 格之進役の山田は初代助三郎役の杉良太郎の息子であり、親子二代での助演である。
- 第1話のエンディングでは「あゝ人生に涙あり」の2番が放送された。
- 第1話では光圀が隠居するまでが描かれ、第4話までは水戸での隠居生活が描かれた。
- 第28部までは助三郎・格之進役の俳優が歌っていた主題歌「あゝ人生に涙あり」は、御三家の西郷輝彦、橋幸夫、舟木一夫がG3K（御三家）として歌った。また、第1話で舟木が紀州藩主・徳川光貞役、第1話と最終話では西郷が高松藩主・松平頼常役、橋が尾張藩主・徳川光友役で出演した。3人は第30部にも同じ役で登場する。
- これまでは旅先で光圀が「越後の縮緬問屋の隠居・光右衛門」と名乗っていたが、石坂黄門の2シリーズでは「日新斎」（これは光圀の実際の号でもある）と「光右衛門」を使い分けているほか、「光右衛門」の場合の肩書きが「江戸の太物問屋」になっている。
- 第28部まで長年続いた「原案 葉村彰子」に代わり、印籠シーンを考案した宮川一郎が脚本監修として表記される（第31部以降は脚本のみの表記に統一）。
- オープニングタイトルバックをC.A.Lとも石坂とも親しい市川崑が手がけた。タイトル構成も第1部から第28部まで続いた三葉葵のアップから出演俳優などの実写映像を交えたものに変わり、キャスト・スタッフ表示も縦書きから横書きとなった。同じく市川とC.A.Lが関与した『木枯し紋次郎』（フジテレビ）のタイトルバックに近いイメージとなっている。
- 第29部のポスターからTBSのロゴ部分がマイナーチェンジされ、「ジ〜ン」のマークが入るようになった。

#### TBSチャンネルでの再放送
- 2015年10月1日から、TBSチャンネル1にてCS初の再放送開始。
  - 再放送にあたっては、初回、最終話を前編・後編に分けて放送した。

#### BS-TBSでの再放送
- 2019年9月16日に第1話が2時間スペシャルで放送された。

### 第30部
『水戸黄門 第30部』（みとこうもん だい30ぶ）は2002年1月7日から2002年7月1日までTBSで放送されたナショナル劇場のドラマ。製作はC.A.L。全25話（通算960回）。

#### ストーリー
尾張大納言・光友（橋幸夫）から朝廷より日光東照宮へ使わされる例幣使に関する悪い噂を聞いた光圀は、その真相を究明するため日光へ向かう。
その後、足利で母親を探しているという少年・源吾（横田凌祐）兄弟と出会った一行は、源吾とともに旅を続ける。

#### キャスト

##### レギュラー
- 水戸光圀：石坂浩二（第1話～第23話）
- 佐々木助三郎：岸本祐二
- 渥美格之進：山田純大（第1話～第20話、第22話～第25話）
- 疾風のお娟：由美かおる
- せん：清水あすか（第1話～第2話、第4話～第11話、第19話）
- みつ：児玉百合香（第1話～第2話、第4話～第11話）
- ひで：尾上彩（第1話～第2話、第4話～第11話）
- 次郎坊[4]：コロッケ
- 源吾：横田凌祐（子役）（第2話～第12話、第25話）
- おるい：加賀まりこ（第1話、第11話～第25話）

##### 準レギュラー
- 徳川綱吉：堤大二郎（第1話、第12話）
- 柳沢吉保：橋爪淳（第1話、第12話）
- 堀川厚信：村野武範 （第1話、第12話）
- 望月庄左衛門：沼田爆（第1話）
- 若杉権之丞：入川保則 （第1話、第12話）
- 井上玄桐：山本學
- 徳川光友：橋幸夫（第1話、第12話）
- 徳川光貞：舟木一夫 （第14話）
- 鍋島元武：長門裕之（第21話）
- 松平頼常：西郷輝彦（第25話）

#### スタッフ
- 製作総指揮：松下正治
- 製作：加地隆雄
- 企画：中尾幸男（チーフプロデューサー）
- 脚本監修：宮川一郎
- 脚本：宮川一郎、鹿水晶子、横山一真、櫻井康裕、藤井邦夫、吉本昌弘、岡本さとる、石坂浩二
- 音楽：木下忠司
- タイトルバック：市川崑
- 特技：宍戸大全
- 監督：井上泰治、金鐘守、矢田清巳、髙倉祐二
- プロデューサー：樋口祐三、藤田知久
- 制作担当：進藤盛延
- 撮影：都築雅人ほか
- 照明：畑下隆憲ほか
- 録音：木村均、田辺義教
- 美術：辻野大ほか
- 記録：内藤幸子、西村直美、中田英子、小川加津子
- 助監督：梅原重行、佐藤晴夫ほか
- VE：作村龍二、山本辰也
- 編集：河合和子
- ビデオ編集：鍛冶川一夫
- 技術協力：IMAGICAウェスト
- 整音：神戸孝憲
- 邦楽監修：中本哲
- 擬斗：清家三彦、菅原俊夫、上野隆三（東映剣会）
- 衣装：植田光三
- 装置：森俊昭
- 装飾：長谷川優市呂、西川由紀夫、籠尾和人、極並浩史
- 小道具：高津商会
- 美粧・結髪：東和美粧
- かつら：山崎かつら
- 特殊メイク協力：江川悦子、寺田まゆみ
- 協力：御室・仁和寺、京都・大覚寺、元離宮・二條城（第25話）
- 番組宣伝：河野裕之
- スチール：荒川大介
- 演技事務：山下義明、西村尚三
- 進行：釣田泰、松田渡、森井敦
- 乗馬：岸本乗馬センター
- 制作補：長﨑洋二郎、八島賢
- 進行主任：森井敦、土生川明弘
- 制作協力：オフィス・ヘンミ
- 文芸担当：皿田明
- 題字：朝比奈宗源
- ナレーター：鈴木史朗
- 制作協力：東映太秦映像
- 製作：C.A.L

#### 主題歌
オープニングテーマ
あゝ人生に涙あり
作詞 - 山上路夫 / 作曲 - 木下忠司 / 唄 - 橋幸夫、舟木一夫、西郷輝彦

#### 行程
| 話数   | 放送日  | サブタイトル                                 | 地名       | 脚本                  | 監督     | ゲスト | 備考                        |
| ------ | ------- | -------------------------------------------- | ---------- | --------------------- | -------- | --- | --------------------------- |
| 第1話  | 1月7日  | 初春の旅立ち                                 | 水戸・日光 | 宮川一郎              | 井上泰治 | おしん：尾上紫 酒井秀之亮：石山律雄 吉川：坂田雅彦 弥左衛門：浅沼晋平 治平：南条好輝 東照宮別当：西園寺章雄 弥左衛門の女房：志乃原良子 堀川家の老女：小柳圭子 例幣使の供侍：山根誠示 | 協力：水府明徳会 日光東照宮 |
| 第2話  | 1月14日 | やんちゃ坊主が仲間入り                       | 足利       | 宮川一郎 鹿水晶子     | 井上泰治 | 松本昇山（和一）：ベンガル お菊：岡本舞 良助：西田篤史 久室：小池榮 吉田信之輔：朝日完記 川田十四郎：渡辺哲 |                             |
| 第3話  | 1月21日 | 肝っ玉おかみの決闘                           | 喜連川     | 宮川一郎 横山一真     | 金鐘守   | 佐吉（喜連川昭氏）：沢向要士 喜兵衛：三夏紳 田畑仙右衛門：杜澤泰文 三浦甚五：佐藤仁哉 茂平：荘司肇 近江屋：阿木五郎 栄吉：岡田和範 寅蔵：空田浩志 人足：大矢敬典 人足：田井克幸 問屋場の主人：波多野博 亭主：窪田弘和 人足：本山力 人足：石井洋充 人足：浜田隆広 人足：中川峰男 喜兵衛の子分：森山陽介 お玉：中村玉緒 |                             |
| 第4話  | 1月28日 | 殿を殴った指南役                             | 松島       | 櫻井康裕              | 金鐘守   | 又部久枝：森ほさち 矢島精兵衛：亀石征一郎 沼野重造：大河内浩 伊達綱村：草川祐馬 伊達村和：羽柴誠 北川：沖田さとし 沼野の妾：武田ていこ 居酒屋の奉公人：鈴川法子 物産問屋の主人：加瀬功 職人：辻本一樹 根本三郎助：藤沢徹夫 女将：飯島順子 侍：岩須透 横井の奥方：山本容子 百性：松原健司 百性：新村あゆみ 又部弥七郎：藤岡弘 |                             |
| 第5話  | 2月4日  | 謎の河童の恩返し                             | 遠野       | 藤井邦夫              | 矢田清巳 | 弥平（須貝弥平次）：沼田曜一 おかよ：八木小織 松岡半蔵：鷲生功 文吉（関谷文一郎）：鈴木豊 上野帯刀：真田健一郎 善兵衛：岡崎公彦 伝内：青井敏之 大月源之介：峰蘭太郎 猪之吉：大迫英喜 磯貝平八：山本直匡 おつる：清水美沙（子役） 阿曽沼衆：大久保幸治 阿曽沼衆：稲田龍雄 手島：高島和男 儀助：川上真人 阿曽沼衆：夏山剛一 百姓：宍戸大全 河童の話を聞く子ども：村上凱奎（子役） 河童の話を聞く子ども：高山澪諒（子役） |                             |
| 第6話  | 2月11日 | 酔いどれ親父の北国に春                       | 盛岡       | 宮川一郎 横山一真     | 金鐘守   | 仙蔵：宮下直紀 およし：高松あい 石橋外記：内田勝正 大黒屋六右衛門：児玉謙次 伝助：丸岡奨詞 益蔵：岩尾正隆 酔っ払い：夏山剛一 芸者：平井三智栄 酔っ払い：木下通博 飴屋の親爺：畑中伶一 伊兵衛：千昌夫 |                             |
| 第7話  | 2月18日 | 津軽と南部 両藩公に物申す!                   | 津軽       | 櫻井康裕              | 髙倉祐二 | 川崎もん：一色彩子 風見藤左衛門：和崎俊哉 古木又四郎：伊藤高 ふじ : 八木昌子 南部行信 : 大竹修造 津軽信政：水澤心吾 花輪代官所手代：高井清史 川崎要次郎：白井滋郎 川崎勇太郎：田宮拓（子役） 川崎修次郎：森田直幸（子役） 庄屋：須永克彦 百姓：玉生司朗 婆や：岡田千代 百性：伝法三千雄 津軽藩役人：福本清三 碇ヶ関関所番頭：笹木俊志 百姓：高橋弘志 百姓：吉田信夫 侍：杉山幸晴 南部藩役人：西村正樹 津軽藩士：杉本善明 |                             |
| 第8話  | 2月25日 | 記憶を探した津軽三味線                       | 陸奥十三湊 | 宮川一郎              | 髙倉祐二 | 留吉：中村獅童 山下屋正兵衛：井上博一 佐川勘左衛門：小沢象 湊屋由次郎：二瓶鮫一 岡鉄之助：及川以造 お吉：安田ひろみ 津軽三味線･演奏：西川洋子 迫間新左衛門：壬生新太郎 沢井又五郎：石倉英彦 篠塚伊十郎：入江毅 きん：前川恵美子 およう（おはな）：三船美佳 |                             |
| 第9話  | 3月4日  | 娘が知った父の秘密                           | 久保田     | 吉本昌弘              | 金鐘守   | 石川屋忠兵衛（捨吉）：石田太郎 お紺：芦川よしみ おきぬ：加藤夏希 倉持正左衛門：河原崎次郎 又七：世古陽丸 疾風の弥兵衛：石沢徹 橘重三郎：木谷邦臣 尾中勘右衛門：小坂和之 与平：はりた照久 お稲：勇家寛子 たつ：桂小登志子 仙造：李一龍 与平の女房：山村嵯都子 幼少期のお娟：浅見梨菜（子役） 神崎幸庵：織本順吉 |                             |
| 第10話 | 3月11日 | 女サギ師は子猫好き                           | 酒田       | 岡本さとる            | 金鐘守   | おその（閻魔のおちか）：森下涼子 紋八：三波伸一 月岡半之丞：睦五郎 西海屋市蔵：高野真二 北村四郎右衛門：潮哲也 仙太：三田村賢二 お海：湖条千秋 問屋：有川正治 最上屋徳造：森川正太 おさい：岡まゆみ |                             |
| 第11話 | 3月18日 | やんちゃ坊主の大冒険                         | 敦賀       | 櫻井康裕              | 矢田清巳 | 浅倉兵衛：安井昌二 酒井和千代：西田篤史 金田主膳：藤堂新二 榊勘四郎：小野真也 茂平：多賀勝一 |                             |
| 第12話 | 4月1日  | 古都に消えた! 双子の秘密 （2時間スペシャル） | 京都       | 宮川一郎              | 井上泰治 | 六条安知：小野寺昭 茂子：伊藤榮子 七兵衛：草薙良一 近衛関白：下塚誠 小笠原長重：？ すすき党：森山陽介 ：奥深山新 ：太田雅之 都屋：楠年明 文昌堂：阿木五郎 陰陽師：野口貴史 荻原重秀：東康平 ：福寿淳 役人：峰蘭太郎 旅籠の女将：松村康世 庄屋：亀井賢二 ：田村勤 ：高橋芙美子 ：河田洋志 ：村上かず 夜回り：大矢敬典 ：浜崎涼子 ：岡本伊代（子役） 借金取り：細川純一 ：木村康志 ：西村実紗（子役） ：内堀美咲（子役） ：大薮敏生（子役） 井原西鶴：湯原昌幸 源左衛門：峰岸徹 お雪：加賀まりこ | 加賀が二役で出演 再放送欠番 |
| 第13話 | 4月8日  | 黄門様は名鑑定士!                            | 天橋立     | 宮川一郎              | 矢田清巳 | おせき：横山通乃 おしず：勝野雅奈恵 お松：田京恵 おいと：遠藤真理子 内藤治右衛門：冷泉公裕 掘直政：中村孝雄 清兵衛：常泉忠通 掘俊之丞：辻輝猛 向井将監：荒木しげる 太一：藤田啓而 猟師：島木譲二 内藤の奥方：岡田千代 堀の長男：辻本一樹 俊之丞の家臣：田井克幸 俊之丞の家臣：山田永二 芸姑：佐藤綾 横山典膳：松本英之 商人：波多野博 |                             |
| 第14話 | 4月15日 | 激闘! 忍びの対決                             | 和歌山     | 藤井邦夫              | 矢田清巳 | 香川蔵人：江藤潤 半次：佐伯太輔 あかね：鶴水瑠衣 下柘植の久作：レツゴー長作 源蔵：中村方隆 土屋忠次：立川三貴 榎本平八郎：ダンコージ |                             |
| 第15話 | 4月22日 | 謎の美人は危険な匂い                         | 堺         | 岡本さとる            | 金鐘守   | お蝶（お連）：佳那晃子 清太郎：西川弘志 安次郎（渦潮の勘兵衛）：樋浦勉 権六：津村鷹志 半兵衛：中田浩二 中村の与三：森章二 橘平四郎：草見潤平 天神の松助：滝譲二 曾根崎の太十：福本清三 浪平：勝野賢三 八重：尾道凛 鉄砲鍛冶：丹羽努 鉄砲鍛冶：中川峰男 町人：本山力 町人：浜田隆広 旅籠の主人：平岡秀幸 かや乃の女中：大西明子 |                             |
| 第16話 | 4月29日 | 浪花の恋の夢芝居                             | 大坂       | 岡本さとる            | 金鐘守   | 近松門左衛門：桂三枝 竹本義太夫：髙田次郎 清川（小林梅乃）：三浦リカ 丹後屋九右衛門：磯部勉 芳沢あやめ：坂東竹志郎 喜兵衛：原哲男 亀吉：大木こだま 源兵衛：海原かなた |                             |
| 第17話 | 5月6日  | 二枚目助さん 女難の相 （2時間スペシャル）    | 倉敷       | 宮川一郎              | 井上泰治 | おきぬ：中島ひろ子 大島屋吉左衛門：田口計 正蔵：柄沢次郎 浅岡十三郎：伊東達広 お新：梓陽子 水野：大林隆介 安田：小坂和之 北川：稲田龍雄 立花屋：芝本正 呉服屋：下元佳好 牢番：南条好輝 玄庵：平井靖 呉服屋：下元佳好 人足：金子精一 呉服屋の客：奥富亮子 呉服屋の客：早田和泰 役人：伊達智永 誠屋仁兵衛：新克利 |                             |
| 第18話 | 5月13日 | 格さんのじゃじゃ馬馴らし                     | 下津井     | 横山一真              | 矢田清巳 | お吉：有沢妃呂子 お朝：長井梨紗 細川綱利：堀内正美 万吉：頭師佳孝 西脇忠左衛門：大林丈史 甚六：菊地康二 小沼権蔵：笹木俊志 高崎盛助 : 石倉英彦 お熊：一木美貴子 三平：岩田太郎 亀蔵：芦屋小雁 |                             |
| 第19話 | 5月20日 | 決戦! 村人たちよ立ち上がれ                   | 津和野     | 石坂浩二              | 髙倉祐二 | 奈津：濱田万葉 よね：片桐はいり とも佑：笹野高史 多胡真蔭：勝部演之 与しじ：青山達三 磯辺新左衛門：伊吹剛 恵美是人：成瀬正孝 とも佑の女房：宮田圭子 奈津の弟：土井健守 奈津の母：志乃原良子 よねの父：玉生司朗 多胡の配下：矢部義章 村人西山清孝 代官：波多野博 村人：泉祐介 奈津の亭主：池田謙治 恵美の配下：森山陽介 恵美の配下：夏山剛一 村人：辻本一樹 村人：桂登志子 奈津の義父：有島淳平 村人：田井克幸 村人：北村明男 村人：櫻井忍 村人：小野亮子 村人：上鶴良子 やえ：平井三智栄 多胡配下の鉄砲隊：堀田貴弘 恵美の配下：林聖人 恵美の配下：山本和孝 恵美の配下：村上貴彦 人質にされる子ども：平松紗奈恵（子役） 村の子ども：上野翔吾（子役） |                             |
| 第20話 | 5月27日 | 新妻お娟の大奮闘                             | 唐津       | 藤井邦夫              | 井上泰治 | 服部左馬之助：山内としお 服部澄江：長内美那子 青山図書：原口剛 井筒屋徳兵衛：真夏竜 土井周防守：谷川俊 相沢総十郎：田畑猛雄 蓑吉：岩田和樹 磯野平太夫：寺下貞信 熊吉：木下通博 老人：千葉保 役人：木谷邦臣 野次馬：松尾勝人 井筒屋の番頭：窪田弘和 藩士：高橋弘志 蓑吉の女房：春藤真澄 町人：山口幸晴 役人：河本タダオ 蓑吉の子ども：あきやまりこ 服部源右衛門：山田吾一 |                             |
| 第21話 | 6月3日  | 遊女が狙った異人館                           | 長崎       | 宮川一郎              | 髙倉祐二 | ケンペル：ケント・ギルバート おとき : 小林綾子 有明の大尽（大畑吉蔵）：鶴田忍 さだ：野平ゆき 五郎兵衛 : 岩尾正隆 与三次 : 吉岡博也 親方：赤城太郎 婆芸者：武田てい子 湊屋：西園寺章雄 潮屋：山本弘 喜三：柴田善行 山下順之助：川鶴晃裕 |                             |
| 第22話 | 6月10日 | 神々の里の奇妙な話                           | 高千穂     | 岡本さとる            | 金鐘守   | 捨三：赤塚真人 お藤：山本ゆか里 川上真左衛門：石田信之 市兵衛：一龍斎貞水 川上加乃：田中由美子 武田郡兵衛：菅生隆之 仲畑右京：真名古敬二 梅津九太夫：藤沢徹夫 香田達之進：勝野洋 |                             |
| 第23話 | 6月17日 | いい湯だよ お母さん                          | 由布院     | 岡本さとる 秋田佐知子 | 金鐘守   | おはな：佐藤友紀 亀吉：山口粧太 鶴三：赤羽秀之 治兵衛：園田裕久 たね：樋田慶子 森脇勘右衛門：野崎海太郎 加治田平三郎：福本清三 池元新輔：峰蘭太郎 仁助：下元年世 しゅん太：平井優也 |                             |
| 第24話 | 6月24日 | 我ら御老公の名代なり!                        | 松山       | 櫻井康裕              | 矢田清巳 | 園田重信：中山仁 園田マキ：宮本真希 赤沢頼母：石田登星 野本陣九郎：木村栄 池辺直治郎：沖田さとし 津島庄兵衛：川上真人 松尾芭蕉：佐川満男 |                             |
| 第25話 | 7月1日  | 父は子を、子は父を                           | 高松       | 宮川一郎              | 井上泰治 | 田宮勘左衛門（八木幸兵衛）：阿藤快 玉井三郎兵衛：誠直也 大塚七郎兵衛：伊藤敏八 おせい：島田沙羅 美加：宮崎彩子 井坂富五郎：松熊信義 良助：西田篤史 大久保公忠：阿部六郎 小泉：福中勢至郎 山形仙十郎：木谷邦臣 横井：太田雅之 | 協力：水府明徳会            |

#### 解説
- 石坂黄門最終シリーズ。
- 石坂が体調不良で降板したため、第24話と第25話には光圀は登場しない。その他、格之進も登場しない第21話、石坂が脚本を書いた第19話など、シリーズ中異色のエピソードの作品が顕著。
- 第17話では倉敷市の美観地区でのロケーションを敢行。この模様は山陽放送の情報番組「VOICE21」が密着取材しており、当時の番組出演者がクレジット付きのカメオ出演した。
- 第19話ではおるい、第21話と第22話では助三郎、第24話では松尾芭蕉（佐川満男）が印籠を出している。第25話では、光圀が登場していないこともあり、同じく葵紋を使用している讃岐高松藩の藩主で光圀の実子松平頼常を“水戸光圀の実子”という紹介をしながら光圀所持の印籠を提示している。
- 光圀役の石坂浩二をはじめ、おるい（加賀まりこ）、素破の次郎坊（コロッケ）、望月庄左衛門（沼田爆）、井上玄桐（山本學）、鍋島元武（長門裕之）の最終シリーズである。
- お娟の忍び装束がお銀時代のものに戻り、それに伴ってキャラクターもお銀時代に戻っている。
- 第29部では素破の次郎坊（コロッケ）の名前が、公式HPでは“素破”と付いている。
- 第1話のオープニングで「素破の次郎坊」とクレジットされたが、以降は、「次郎坊」とだけの表示に変わっている。

#### TBSチャンネルでの再放送
- 2016年3月17日から、TBSチャンネル1でCS初の再放送開始（ただし上記の通り第12話は放送されない予定）。

#### BS-TBSでの再放送
- 2025年1月1日に第1話のみが放送された。